# 杨汭
杨汭（1959年1月—），男，汉族，河北霸州人，中华人民共和国政治人物。河北农业大学农田水利系农田水利工程专业毕业，天津财经大学企业管理专业在职研究生毕业，天津财经大学管理学在职博士学位。

## 生平
1978年10月，进入河北农业大学农田水利系农田水利工程专业学习。1982年8月参加工作，被中共河北省委组织部选派到霸县煎茶铺公社锻炼，进入政坛。1983年10月加入中国共产党。此后历任霸县煎茶铺公社管委会副主任、煎茶铺乡副乡长，共青团霸县县委书记，中共霸县褚河港乡党委书记，共青团廊坊市委书记，中共香河县委副书记、代县长、县长，中共大城县委书记，中共廊坊市委常委、宣传部部长，中共承德市委副书记，中共河北省委宣传部常务副部长。2008年10月，任中共承德市委书记。2012年1月10日，当选河北省人民政府副省长。
2014年9月，任中共黑龙江省委常委、组织部部长。
2016年11月，任全国供销合作总社党组成员、理事会副主任。
2016年1月19日，黑龙江省第十二届人大常委会第二十四次会议补选为第十二届全国人民代表大会代表。2018年1月，当选第十三届全国政协委员。

## 争议

### 干涉司法传闻
2015年1月9日《京华时报》刊发了中国国际扶贫中心原副主任魏崇金案贪腐案在北京市第三中级法院一审的司法报道。该案中，魏崇金的主要罪行是以公职身份联系河北承德官员，从当地司法机关处“捞人”，并收取150万元报酬，这一行为被认定受贿，魏崇金因此一审被判有期徒刑12年。协助魏崇金向承德市司法机关打招呼的时任承德市委书记的杨汭却安然无恙，仅以证人身份出现在卷宗中。该报道刊发后，被几家门户网站在首页转载，但大部分链接很快无法打开。
根据《京华时报》调查，2009年，江西钨矿集团在河北省承德市有一处矿业项目，王某担任该矿的副矿长。2009年12月初，由于被指控涉嫌非法采矿罪，王某被承德警方抓捕，并很快被刑事拘留。王某之妻闫某急于想让丈夫获释，于是通过友人罗某找到了魏崇金，希望他能帮助“捞人”。魏崇金告诉闫某，想办这件事需要找河北省的一些领导帮着协调，需要10万元的费用。闫某很快就将10万元送给魏崇金。魏崇金收了钱后，给闫某展示了一个青铜鼎，“这个东西就是送礼用的，领导喜欢东西”。此后，魏崇金带着闫某等人到了石家庄，见到了时任承德市委书记的杨汭。魏崇金告诉闫某，杨汭喜欢字画，要是送字画，至少要送每幅百万元左右的名作，闫某后来来到魏崇金的办公室，魏崇金向其展示了一幅画称，这幅画就是要送礼用的，闫某送上100万元现金。
卷宗显示，时任承德市委书记的杨汭为该案检方作证时承认，魏崇金是国务院扶贫办的领导，而承德市当时有7个贫困县，需要国务院扶贫办给予支持。魏崇金提出请求，他不好意思推脱，不愿意因为此事得罪魏崇金。此外，王某所在企业是从外地来承德投资，答应魏崇金的请托，也是为了承德的“投资环境”。不过，检方并未认定杨汭接受了魏崇金送出的财物。杨汭承认，他接受魏崇金的请托，确实向办案机关打了招呼，但没有收受任何钱物。魏崇金也承认，他并没有将相关钱物送给杨某，这些东西一直放在他的办公室内。杨汭接受请托后，两次向承办王某案件的承德公安机关打了招呼，指示其对王某的案子要抓紧办理，“有事抓紧查，没事别把人老关着”。检方出具的多名办案人员证言显示，正是由于杨汭打了招呼，办案机关不敢怠慢，很快就将对王某采取的监视居住的强制措施变更为取保候审。王某在2009年12月3日被抓捕，12月15日就被转为监视居住，12月28日又被转为取保候审。后来该案被撤销，而一年取保候审期满后，2010年12月27日，王某被解除取保候审恢复自由。杨汭虽然直接干预了司法机关的办案，但并未受到任何纪律处分，此后仕途一路向好。